# Ключ 115
Ключ 115 або ключ «зерно» (禾部), що означає «зерно», є одним із 23 ключів Кансі (загалом 214 ключів), що складається з 5 рисок.
У словнику Кансі цей ключ мають 431 ієрогліф (з 49 030).
禾 це також 111-ий індексувальний компонент у Таблиці Індексування Компонентів Китайських Ієрогліфів, що переважно використовується у словниках спрощеної китайської опублікованих у Материковому Китаї.

## Еволюція

Ієрогліф у Цзяґувень
Ієрогліф у Цзіньвень
Ієрогліф у Дачжуань
Ієрогліф у Сяочжуань

## Похідні ієрогліфи
| Риски | Ієрогліфи |
| ----- | --- |
| +0    | 禾 |
| +1    | 𥝎 |
| +2    | 禿 秀 私 秂 秃 䄦 䄧 |
| +3    | 秄 秅 秆 秇 秈 秉 秊 䄪 䄫 䄬 䄭 䄨 䄩 秊                                                                                  |
| +4    | 䄯 秋 秌 种 秎 秏 秐 科 秒 秓 秔 秕 秖 秗 䄮 䄯 𥝽 䄰 䄱 䄲 䄳 䄴 䄵 𥝥 𥝱 𥝲                                              |
| +5    | 秫 秘 秙 秚 秛 秜 秝 秞 租 秠 秡 秢 秣 秤 秥 秦 秧 秨 秩 秪 秫 秬 秭 秮 积 𥞊 䄶 䄷 䄸 䄹 𥞖                               |
| +6    | 稆 秱 秲 秳 秴 秵 秶 秷 秸 秹 秺 移 秼 秽 秾 𥞩 䄺 䄻 䄼 䄽 䄾 䄿 䅊 䅀 䅁 䅂 䅃 䅄 䅅 䅆 䅇 䅈 䅉                         |
| +7    | 稀 稊 程 稌 稍 税 稁 稂 稃 稄 稅 稇 稈 稉 秿 𥞴 𥞵 𥟇 𥟈 𥟉 𥟊 𥟌 䅋 䅌 䅍 䅎 䅏 䅐 䅑 䅒 䅓                               |
| +8    | 稏 稚 稛 稜 稝 稞 稟 稐 稑 稒 稓 稔 稕 稖 稗 稘 稙 稠 稡 稢 稣 稤 稥 𥟟 𥟠 𥟡 𥟹 𥟼 䅚 䅛 䅜 䅝 䅞 䅟 䅔 䅕 䅖 䅗 䅘 䅙 稜 |
| +9    | 稪 稫 稬 稭 種 稯 穊 稦 稧 稨 稩 稰 稱 稲 稳 䅫 𥠬 𥠭 𥠮 𥠯 䅠 䅡 䅢 䅣 䅤 䅥 䅦 䅧 䅨 䅩                                  |
| +10   | 稺 稻 稼 稽 稾 稿 稴 稵 稶 稷 稸 稹 穀 穁 穂 穃 䅬 䅭 䅮 䅯 䅰 䅱 䅲 䅳 䅴 䅵 䅶 𥡗 𥡘                                     |
| +11   | 穊 穏 穋 穌 積 穎 穏 穄 穅 穆 穇 穈 穐 穑 穒 䅺 䅻 䅼 䅽 𥡝 䅷 䅸 䅹 𥡲 𥡴 𥢂 𥢃 𥢄 𥢅 𥢆 𥢉                               |
| +12   | 穚 穛 穜 穝 穞 穉 穓 穔 穕 穖 穗 穘 穙 𥢫 𥢬 𥢳 䅾 䅿 䆀 𥢐                                                                |
| +13   | 穟 穠 穡 穢 穣 𥢶 𥣈 𥣐 𥣑 𥣒 䆁 䆂 䆃 䆄 䆅 䆆 䆇                                                                         |
| +14   | 穪 穫 穤 穥 穦 穧 穨 穩 𥣞 𥣡                                                                                              |
| +15   | 穬 穭 穮 穯 𥣽 䆈 䆉 |
| +16   | 䆊 䆋 䆌 䆍 𥤃 |
| +17   | 穰 穳 䆎 䆏 |
| +18   | 穱 |
| +19   | 穲 |
| +25   | 䆐 |

## Зовнішні посилання
- База даних Unihan - U+79BE